# Barcino
Barcino (kaszb. Barcëno, niem. Bartin) – wieś w Polsce położona w województwie pomorskim, w powiecie słupskim, w gminie Kępice przy skrzyżowaniu dróg wojewódzkich nr 208 i 209 i na trasie zawieszonej linii kolejowej Bytów-Korzybie (przystanek kolejowy Barcino). Barcino jest położone nad Bystrzenicą (dopływem Wieprzy), u podnóża góry Grójec (92 m n.p.m.). Obecnie w Barcinie znajduje się: szkoła podstawowa, przedszkole, apteka, sklepy spożywcze, remiza strażacka, kościół parafialny pod wezwaniem świętej Anny, pałac wybudowany w XVIII wieku (odnowiony), stadion miejscowej drużyny Barton Barcino, boisko wielofunkcyjne, biblioteka, place zabaw, siłownia napowietrzna, hala sportowa, cmentarz komunalny.

## Historia do 1945 r.
W 1478 r. książę pomorski Bogusław X oddał w lenno dobra rycerskie Barcino wraz z przyległościami Hennesowi Massowowi, jego bratu Mickesowi i ich kuzynom Ewaldowi, Thomasowi i Clausowi. Barcino pozostało do 1822 r. z ośmioletnią przerwą, kiedy to w 1793 r. sprzedano majątek majorowi von Hoymowi za sumę 69500 niemieckich talarów, a odkupiono za 60000 niemieckich talarów, w posiadaniu rodziny Massowów i było siedzibą tzw. barcińskiej gałęzi tej rodziny. W połowie XVIII w. wybudowano w Barcinie potężny klasycystyczny pałac, który przez lata uchodził za najznamienitszy junkierski dwór powiatu miasteckiego.
W XIX w. w Barcinie znajdowała się siedziba landrata powiatu miasteckiego.
W 1874 r. wieś kościelna posiadała folwark Kotłowo (niem. Kotelow lub Cotlow), owczarnię, młyn wodny, kaznodzieję, zakrystiana, dziesięciu chłopów, dwóch chałupników, kuźnię i w sumie 36 gospodarstw domowych. W 1893 r. dobra rycerskie przechodzą w ręce członków rodziny Puttkamerów. Potem uzyskał je Karl-Wilhelm Becker. Z powodu stosunkowo dużej odległości od najbliższych miast Barcino otrzymało własny szpital.
W 1939 r. w Barcinie doliczono się 1030 mieszkańców, którzy żyli w 245 gospodarstwach domowych.
Przed końcem II wojny światowej Barcino było siedzibą dystryktu barcińskiego w powiecie miasteckim, rejencji koszalińskiej, prowincji Pomorze. Powierzchnia gminy wynosiła 2013 ha. Gmina obejmowała 4 miejscowości:
- Barcino (Bartin)
- Jabłonna (Augusthal)
- Kotłowo (Kotlow)
- Radzikowo (Marienthal)

Przed 1945 r. w Barcinie znajdował się dworzec kolejowy, szpital, apteka, szkoła, filia przedsiębiorstwa energetycznego z Biesowic (Beßwitzer Elektrizitätsgesellschaft), a także liczne warsztaty i sklepy. Majątek znajdował się w posiadaniu rodziny Becker.
W końcu II wojny światowej wieś została 8 marca 1945 zajęta przez Armię Czerwoną. W wyniku działań wojennych wiele budynków zostało zniszczonych. Po odejściu oddziałów wojskowych domy i gospodarstwa przejęli Polacy, a niemieccy mieszkańcy wsi zostali wysiedleni.
W latach 1945–54 siedziba gminy Barcino. W latach 1954–1972 wieś należała i była siedzibą władz gromady Barcino. W latach 1975–1998 miejscowość administracyjnie należała do województwa słupskiego.

## Edukacja
- Szkoła Podstawowa im.Kawalerów Orderu Uśmiechu w Barcinie .
- Przedszkole, które działa od 2013 roku jest założone przy Szkole Podstawowej im.Kawalerów Orderu Uśmiechu w Barcinie.

## Sport
- W Barcinie dział klub piłkarski

WKS Barton Barcino występujący w Słupskiej A-klasie. Do największych sukcesów klubu zalicza się zdobycie mistrzostwa Słupskiej A-klasy w sezonie 2018/2019,co pozwoliło awansować do ligi okręgowej.

## Zabytki
- Zespół pałacowy z XVIII wieku[9].

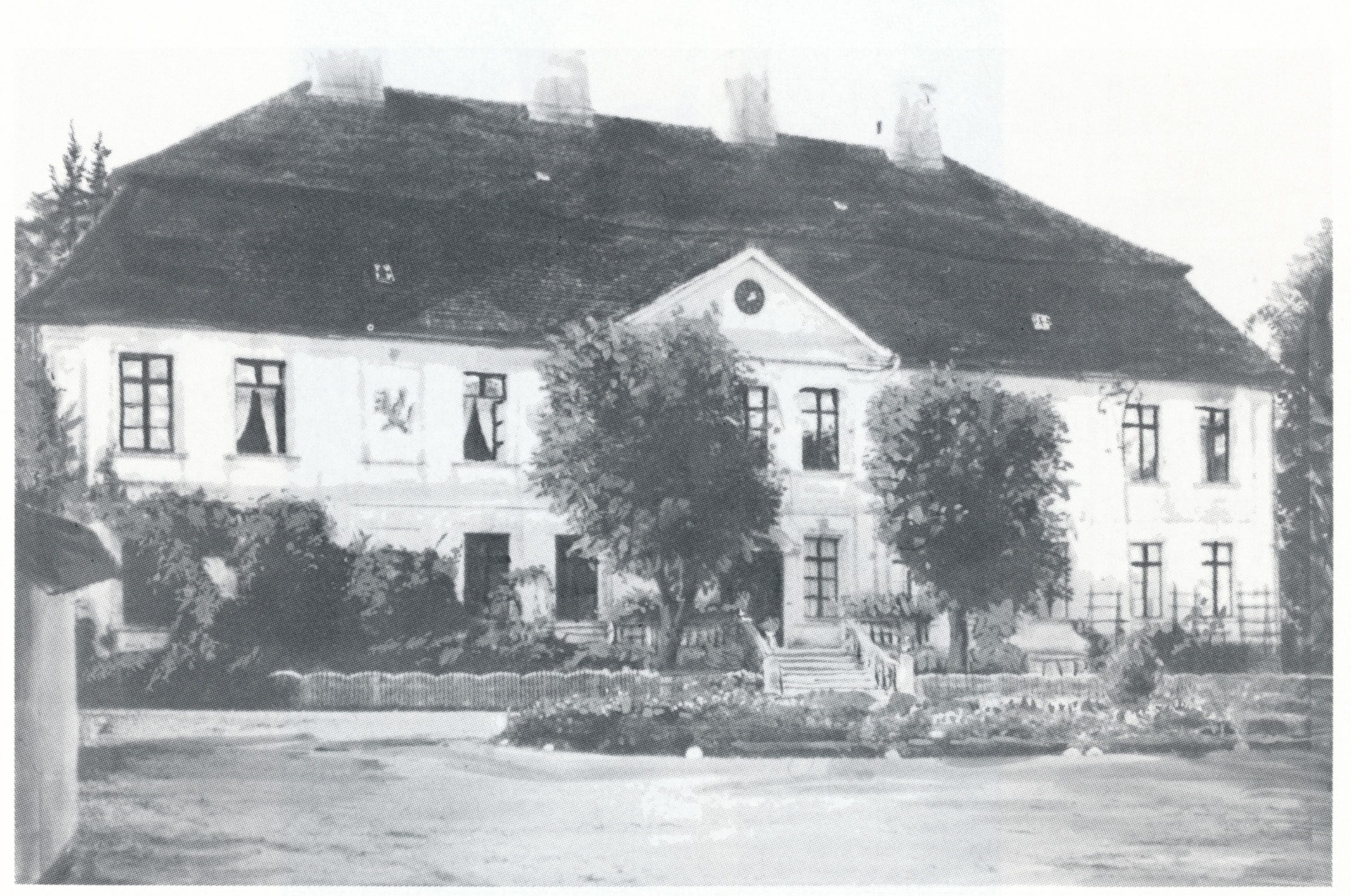
Pałac w Barcinie

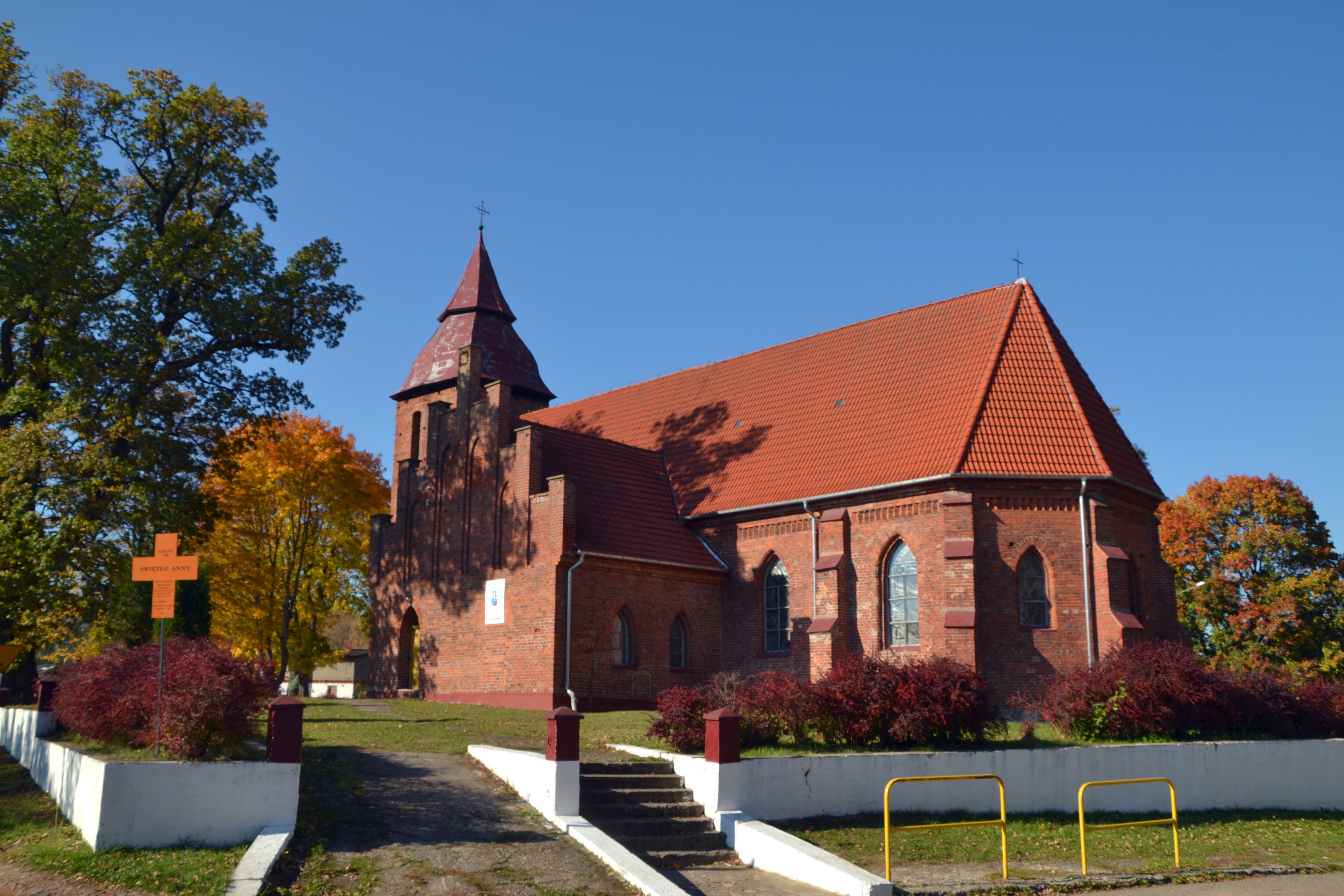
Kościół św. Anny

  - barokowy pałac w Barcinie, murowany, sprzed 1740, przebudowany na przełomie XIX i XX w.
  - park krajobrazowy z XVIII/XIX w.
- późnogotycki kościół z połowy XVI w., powiększony od południa o szeroką kruchtę, a od północy o niską wieżą z 1739 nakrytą łamanym hełmem dzwonowym[10], Z dawnego wyposażenia kościoła zachowała się średniowieczna chrzcielnica kamienna, ołtarz główny z II połowy XVIII wieku, ołtarz boczny w kaplicy z XIX wieku oraz dwa lichtarze z 1853 roku.
- Barcino
- Stary cmentarz. cmentarze_slupsk.republika.pl. [zarchiwizowane z tego adresu (2016-03-04)].

## Wspólnoty wyznaniowe
- Kościół greckokatolicki:
  - parafia św. Anny, nabożeństwa prowadzone są w kościele rzymskokatolickim św. Anny[11]
- Kościół rzymskokatolicki:
  - parafia św. Anny[12]